# ガーバハレ
ガーバハレ（Garbahaarey, Garbaharey, Garbahaarreey, Garba Harre）はソマリアのゲド地域の行政中心都市。ケニアの北東州の境から南東約130キロメートルの位置にある。郊外を含めてガーバハレ地区と呼ばれる。
ガーバハレはソマリア第3代大統領モハメド・シアド・バーレが属するマレハン氏族の本拠地の一つ。バーレはソマリア内戦のため1991年に首都を追われ、一時期ガーバハレに滞在した。バーレは間もなくソマリア国外に亡命したが、バーレを支持するマレハン氏族が軍閥を作ってガーバハレを拠点とした。その後、多くの勢力が争う場所の一つとなったが、主にはマレハン氏族の軍閥が支配していた。2008年からは主にイスラーム武装勢力のアル・シャバブが支配し、2011年からはソマリア中央政府に近い勢力が支配することとなった。2013年からは形式的にはソマリア連邦の一構成国であるジュバランドの領域となったが、2022年時点ではアル・シャバブからの防衛などの都合で事実上ソマリア連邦政府の直轄支配地となっている。

## 住民
ガーバハレの人口は約4万3千と推定されており、住民の大半はソマリ族の主要氏族ダロッドの支族であるマレハンである。ただしマレハンの下位支族レベルではいくつかに分かれている。住民は周辺集落と盛んに行き来をしており、特に天災や紛争の際には多い。周辺の町としては例えばトゥーロ・バルワーコなどがある。ソマリア内戦が本格化して無政府状態となった1991年から1994年にかけては、周辺の20以上の村に分かれて避難が行われた。
2018年の調査によれば、ガーバハレ地区ではマレハン氏族のReer Siyaad支族、Reer Ugaas Sharmake支族、Ina Nuur支族などが多数派で、ガーバハレ市内に限ればReer Siyaad支族、Reer Ugaas Sharmake支族に加えてRee Kooshin氏族などが住んでいる。ただしラハンウェインなどマレハン以外の氏族も住む。マレハン氏族の支族同士の争いがある。

## 行政
2008年、ソマリア暫定連邦政府が軌道に乗り始め、ガーバハレにも協議会が設立された。
2009年にイスラーム武装勢力のアル・シャバブの支配下となった。
2011年にソマリア暫定連邦政府寄りの勢力がガーバハレを占領。
2016年にソマリア連邦政府の構成国であるジュバランドがガーバハレの評議会を任命した。ただしガーバハレ地区全体ではアル・シャバブが支配する村も多い。

### 市長
- Iman Adow Karshe 2014年にガーバハレ評議会で首長となる。しかし2020年5月、ソマリア政府に逮捕された[2]。

- Hassan Sheikh IImi 2020年5月[2]～

## 産業
ガーバハレは人口が比較的少なく、農業適地も少ない。さらにソマリア内戦もあり、住民の多くはガーバハレの北西にあるケニア国境の町ベレドハーオに避難し、子供をケニアの都市マンデラの学校に行かせている。産業もベレドハーオの方が盛んになっている。
一方、ガーバハレの南にあるソマリア南部の大都市バルデラ周辺は、ジュバ川の水を利用した農業が盛んである。ガーバハレには、マンデラとバルデラとの交易中継地としての役割がある。
ガーバハレの主な使用通貨はソマリアシリングとアメリカドル。

## 歴史
ソマリア内戦前、ゲド州の知事モハメド・アブディヌール（Mohamed Abdinur (Iris)）は公共事業に力を入れており、その一環としてガーバハレなどに全寮制の学校を建設している。
1991年1月、ソマリア第3代大統領モハメド・シアド・バーレは反乱軍に追われて首都モガディシュからガーバハレに逃走した。
1992年4月、これまでガーバハレは首都から追放されたソマリア第3代大統領モハメド・シアド・バーレを支持する軍閥ソマリ国民戦線（SNF）の本拠地の一つだったが、バーレを首都から追放したモハメッド・ファッラ・アイディードが率いる軍閥統一ソマリ会議の支配下となった。
1994年の時点でガーバハレはソマリ国民戦線の支配地であったが、本拠地だったかどうかは不明。
1998年3月、ソマリ国民戦線はキスマヨでの戦闘のため、ガーバハレから軍隊を派遣した。
1998年9月、ガーバハレでイスラーム武装勢力のアル・イッティハード・アル・イスラミアの幹部が殺害された。ソマリ国民戦線はこの犯人を逮捕。
1999年初めにWFPは干ばつ被害を受けたガーバハレなどに食料支援を行っている。
1999年6月、ルークでエチオピア軍に敗れた軍閥ソマリ国民戦線が、ガーバハレなどに移動した。さらにエチオピア軍は7月にはガーバハレも占領している。
2001年1月、ガーバハレはソマリア暫定国民政府を支持する勢力が支配していたが、エチオピア軍の駐留に反対するデモが発生。しかしエチオピア政府はエチオピア軍の存在を否定した。その数日後、ガーバハレはソマリ国民戦線に占領された。
2001年7月の調査によると、ガーバハレの子供の50パーセントが栄養失調だった。
2002年9月、国連の国際支援団体は安全のためガーバハレなどから一時的な撤退を表明。

### ソマリア暫定連邦政府時代
2005年11月、ガーバハレで治安改善の兆しが見えたため、国際連合人道問題調整事務(OCHA)が予備調査を実施した。ただしゲド地域全体はまだ混乱期にあった。
2006年1月、ガーバハレとエルワクの道路が通行可能となった。
2007年9月にはガーバハレでゲド州の知事の選定が行われており、政府中央から推薦されたフセイン・シェイハ・アブディ（Hussein Sheikh Abdi）を抑えてアダン・イブラヒム・オヘルシ（Adan Ibrahim O'Hersi）が就任している。
2008年7月、イスラーム武装勢力アル・シャバブがガーバハレを支配した。2009年1月初頭にエチオピア軍がアル・シャバブから一時ガーバハレを奪い取ったものの、その数日後、ガーバハレ市長のアフメド・アブダレ・マガン（Ahmed Abdalle Magan）がイスラーム武装勢力に殺害されている。エチオピアはソマリア内戦に過度に介入する意思が無く、間もなく撤退して結局はアル・シャバブの支配下となっている。2010年1月、国際連合世界食糧計画（WFP）はアル・シャバブ支配地域からの一時撤退を表明、ガーバハレなど6都市から事務所を引き上げている。
2011年4月末には暫定政府寄りの軍閥アル・スンナ・ワル・ジャマーがアル・シャバブからガーバハレを奪い、その後しばらく戦闘が行われた。
2012年3月、アル・シャバブがガーバハレを攻撃し、住民5000人が避難。
2012年4月、ガーバハレのレストランで爆発があり、3人が死亡。アル・シャバブの犯行が疑われる。
2012年9月、ガーバハレをアル・シャバブが重火器で攻撃。

### ジュバランド時代
2013年5月、ソマリア南部の住民がジュバランドの建国を宣言し、大統領に元ラスカンボニ運動の代表アフメド・マドベが選出された。ただしこの時点では2012年に設立されたソマリア連邦政府には加入せず。ガーバハレがあるゲド地域もジュバランドの領域とされた。
2014年8月、ガーバハレにソマリア連邦初代大統領のハッサン・シェイク・モハムドが来訪し、ガーバハレ行政担当者と会談。来訪中、ガーバハレでは政府軍基地以外での武器の所有が禁止され、政府軍兵士は必要時以外は基地に留まるよう命令された。
2015～2016年に大規模な旱魃があった。
2015年9月、ジュバランドの副大統領がガーバハレで、ゲド地域知事のモハメド・アブディ・カリルに対し、知事を辞任してジュバランド政府に加わるよう交渉したが、決裂。ゲド地域知事はヌール・モハメド・ブラレに交替し、モハメド・アブディ・カリル前知事はガーバハレから追放された。10月、ジュバランド副大統領は再度ガーバハレを訪問し、長老と会談。
2016年3月、ガーバハレのレストランに手りゅう弾が投げ込まれ、少なくとも4人が死亡。アル・シャバブの犯行と見られる。
2017年にコレラの発生があった。
2017年6月、ガーバハレでWFPの飛行機が墜落。パイロットを含めた乗員4人は無事。
2017年7月、ガーバハレ地区の郊外で地雷除去作業をしていたところアル・シャバブが襲撃したため、マリア政府軍と激しい戦闘となった。
2019年10月、治療のためソマリアの首都モガディシュを訪れていたガーバハレ地区知事のリマン・アドウ・カルシェが拘束され、首都からの移動を禁止された。理由は不明だが、ガーバハレ地区知事がソマリア連邦政府と対立しているジュバランドの幹部である可能性が指摘されている。

### 2022年ソマリア議会選挙
2021年9月17日、ソマリア議会選挙の選挙区が発表され、ゲド地域の選挙会場としてガーバハレが発表された。しかしソマリア連邦政府の一構成国であるジュバランド政府は不満を表明。
2022年2月時点で、ソマリア連邦政府の一構成国であるジュバランドは、ゲド地域全体の領有権を主張していたが、ゲド地域で実効支配しているのはエルワク地区のみで、残りはソマリア連邦政府が直接支配していた。2022年2月、ソマリア首相のモハメド・フセイン・ローブルはガーバハレを訪問し、選挙をガーバハレで行うことをガーバハレの長老たちと合意した。しかしジュバランドは、ガーバハレが連邦政府の支配下にあるからという理由でガーバハレでの選挙を拒否。一方ゲド地域の知事はガーバハレでの選挙を歓迎。
2022年3月16日、英BBCは、ジュバランドがゲド地域選挙をガーバハレ以外での開催を計画している可能性があると報じた。同じ日、プントランドタイムスは、ガーバハレ代表議席の氏族割り当てがマレハン10、マカリン・ウェイン 1、ガサル・グデ 1、ガバーウェイン 1、ガレ 1、ガードサン 1、フィキ・ムフメド 1だと報じた。3月23日のヒラーン・オンラインの発表によれば、ジュバランド大統領は選挙をエルワクで行うことを正式に表明。
2022年4月10日、ジュバランド大統領は連邦議会のキスマヨ地区代表者に対して、ゲド地域のガーバハレ地区で選挙することになっている16議席について、国際社会が決めた計画には同意できないと発表した。4月14日、ソマリア連邦選挙実施チーム(FEIT)の議長は、ゲド地域の選挙がガーバハレではなくエルワクで行われると発表した。4月19日、FEITの財務担当者一行がガーバハレを訪問し、先日のFEIT議長の発表はFEITの公式見解ではなく、ガーバハレで予定されている選挙が予定通り行われるよう取り組んでいると説明した。選挙当日までにどちらを正式な選挙場所とするか決着がつかず、4月22日にエルワクでゲド選挙区16議席の選挙が行われ、翌23日にガーバハレで同じ趣旨の別の選挙が行われ、それぞれ16名の当選者が発表された。
5月8日、ソマリア下院議長はゲド地域の選挙について、エルワク地区で行われた選挙を正式なものと認定した。その根拠として、ガーバハレの選挙が連邦間接選挙実施委員会の認定を受けていないためとした。12日、ソマリア連邦首相はエルワクで選出された議員を祝福し、会談を行った。

## 施設
ガーバハレには比較的大きな空港がある。IATAコードはGBMで、滑走路は3,100フィート (940 m)。

## 出身人物
- モハメド・シアド・バーレ クーデターで政権を奪ったソマリア第3代大統領。バーレの出身地は、このガーバハレの他、エチオピアのオガデンとの説もある。バーレは後に国外逃亡してナイジェリアで死去し、ガーバハレに埋葬されている[48]。
- アリ・アフマド・ユサフ (別名：アリ・ガロウル) タリバーン関係者 https://www.fsa.go.jp/news/newsj/15/sonota/f-20030911-1.pdf